# Chapelle Sainte-Barbe de Wihr-au-Val

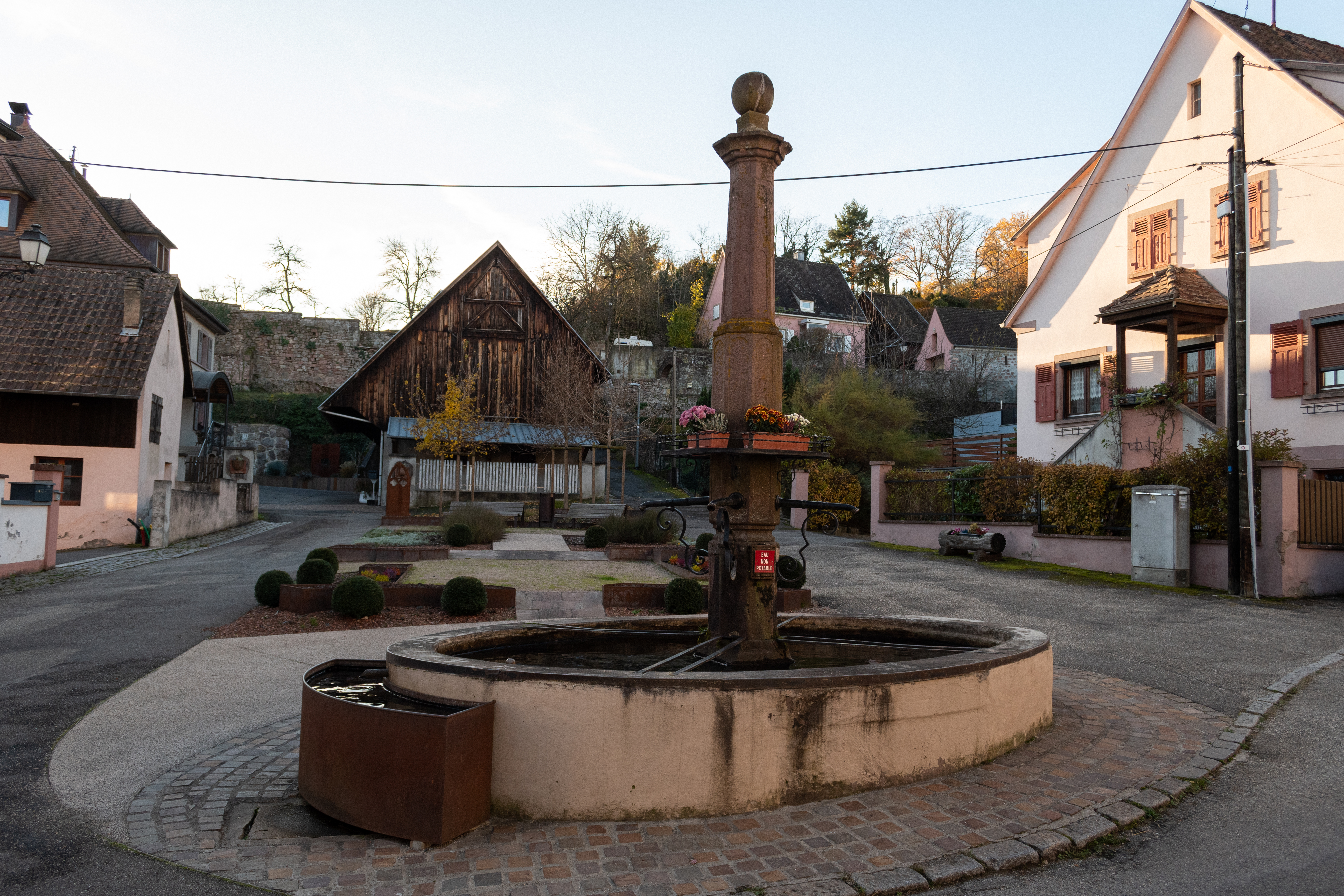
Place Sainte-Barbe à la suite de sa rénovation en 2020

La chapelle Sainte-Barbe est une chapelle disparue, autrefois située à Wihr-au-Val, dans le département du Haut-Rhin. Probablement construit au début du XIVe siècle, l’édifice est remanié vers le début du XVIe siècle, puis au cours du XVIIIe siècle. Confisqué puis vendu à la commune en 1792, à la suite de la Révolution, la chapelle est transformée en dépôt d’incendie et de bois. Le bâtiment est fortement endommagé lors du bombardement de Wihr-au-Val du 18 juin 1940, puis, en l’absence de réparations, se dégrade dans les décennies suivantes. Le maire fait finalement démolir la chapelle le 16 février 1970, en dépit de nombreuses protestations.

## Histoire
La chapelle est construite à côté du château de Sonnenburg probablement vers 1300, à l’époque où la ville se fortifie et croît en importance,. Il s’agit alors du seul lieu de culte se trouvant à l’intérieur de l’enceinte de la ville, l’église paroissiale se trouvant à l’extérieur. De cet édifice original semblent avoir datés la sacristie et quelques parties du chœur, tandis que la nef et le reste du chœur auraient été reconstruits vers le début du XVIe siècle, campagne ayant vu la transformation complète des ouvertures et une remise à neuf de la décoration intérieure. Les ouvertures sont de nouveau modifiées au XVIIIe siècle pour apporter davantage de lumière, tandis que l’intérieur de l’édifice est badigeonné de blanc,,.
À la Révolution, la chapelle est saisie avec les biens du clergé et vendue pour 1 000 livres en 1792 à la commune, qui transforme le chœur et la sacristie en dépôt pour le matériel d’incendie, tandis que le reste de l’édifice sert au stockage de bois,. Avant même cette date, l’édifice ne semble toutefois utilisé que de manière irrégulière : le représentant du clergé constitutionnel écrit ainsi en 1792 qu’aucune messe n’y a été célébrée depuis près de dix ans. Malgré les altérations liées à son nouvel usage, comme le percement de portes supplémentaires, la chapelle reste en bon état jusqu’à la Seconde Guerre mondiale, pendant laquelle elle est, à l’instar de la majeure partie du village, sérieusement endommagée pendant le bombardement punitif du 18 juin 1940.
Après la guerre, l’édifice fait l’objet de mesures de sauvegarde à minima, mais des travaux plus conséquents sont requis pour le rendre à son usage. Ne souhaitant pas remettre l’édifice en état, le maire Auguste Fritsch cherche à le faire détruire à partir de 1965 pour construire un dépôt d’incendie moderne à sa place. Il se heurte néanmoins à une forte opposition, le préfet du Haut-Rhin demandant en particulier l’inscription de la chapelle sur la liste de l’inventaire supplémentaire des monuments historiques. Invoquant le risque d’effondrement, Fritsch parvient tout-de-même à faire détruire la sacristie. Le projet de démolition complète est relancé en 1968, avec les mêmes oppositions, le curé proposant par exemple un contre-projet pour utiliser la chapelle comme lieu de culte en semaine, afin d’épargner à la commune les frais de chauffage de l’église paroissiale en semaine. Le maire passe cependant cette fois outre, et la chapelle est rasée en 16 février 1970. Le site reste cependant inoccupé et est transformé en square,. En 2020, la place est rénovée et révèle désormais de façon paysagère l’emprise au sol de la chapelle disparue.

## Architecture
La chapelle était un édifice orienté construit en galets et moellons de grès enduits, composé d’une nef de 10 × 7,5 m ouvrant sur un chœur carré à chevet plat de 5,70 m de côté et doté de contreforts aux angles orientaux. Au sud, l’angle faisant jonction entre le chœur et la nef était occupé par une petite sacristie de 4 × 2,40 m, débordant légèrement du mur gouttereau de la nef,.
L’accès à la nef se faisait à l’ouest par une porte en plein cintre aux congés sculptés de palmettes, qui était surmontée de deux oculi disposés l’un au-dessus de l’autre. Le volume intérieur n’était pas voûté, mais couvert d’un plafond en bois et coiffé d’un toit à longs pans. Les murs gouttereaux étaient chacun percés d’une grande fenêtre à l’est, et d’une plus petite à l’ouest. Cet arrangement a toutefois été modifié sur le côté nord après 1792, la grande fenêtre étant transformée en porte, tandis que la petite a été doublée par une ouverture similaire percée en-dessous d’elle. La tribune en bois des choristes, qui s’appuyait sur le mur occidental, avait toutefois été conservée,.
Un arc triomphal en arc brisé ouvrait sur le chœur, qui était également couvert d’un plafond, coiffé d’un toit à longs pans à croupe du côté du chevet. Il était éclairé par deux fenêtres à arc segmentaires, percées dans chaque mur gouttereau, ainsi que par une grande baie brisée, au réseau de style gothique tardif, ouverte dans le mur oriental ; cette baie avait été en grande partie murée à une date indéterminée. De la même manière que dans la nef, une porte a été ajoutée après 1792 dans le mur nord du chœur,. La sacristie était la seule partie couverte d’une voûte d’ogive et ouvrait sur l’extérieur par deux petites fenêtres.

## Mobilier
L’ensemble du mobilier a été dispersé à l’époque de la Révolution, la cloche de 1726 étant par exemple vendue en 1792 pour la somme de 200 livres,. Certains éléments semblent toutefois avoir été préservés : ainsi, une statue de sainte Barbe, transféré en 1859 d’une maison proche de la porte de la ville à l’église paroissiale, pourrait originellement provenir de la chapelle. Cette statue du XVIIIe siècle, attribuée à Jean Antoine Werlé ou à son fils François Antoine est classée monument historique depuis le 22 juillet 1983.
L’intérieur était décoré de peintures a secco dont la datation est incertaine : selon les auteurs la réalisation oscillerait entre le XIVe siècle et le XVIe siècle et il est par ailleurs probable que l’ensemble n’était pas homogène, mais constitué de scènes de périodes différentes juxtaposées sans programme particulier. Aby relevait en 1936 la présence sur le mur sud de la nef d’une représentation de saint Antoine accompagné d’un sanglier, d’un Christ de taille réelle portant la croix, d’un bourgeois devant une maison et d’un saint Sébastien entouré de quatre archers, tandis qu’autour de l’arc triomphal se trouvaient des rinceaux et deux saints évêques ; le chœur était décoré autour de l’arc triomphal d’une représentation de la résurrection des morts, ainsi que d’un Christ entouré d’anges sur le mur nord. Les dommages subis en 1940 ont empêché de confirmer ce programme lors des relevés effectués en 1968, mais ceux-ci ont montré d’autres peintures, qui n’étaient pas visibles à l’époque d’Aby, dont un saint à bord d’un vaisseau sur le mur nord de la nef. L’intégralité des peintures subsistantes ont été détruites lors de la démolition de la chapelle en 1970,.

## Culte
Avant sa désaffection en 1792, la chapelle était dédiée à sainte Barbe, réputée avoir une connexion particulière avec les lieux fortifiés, ainsi que comme protectrice contre les incendies et le mauvais temps. Cette dédicace ferait ainsi sens dans le cas de Wihr-au-Val, village fortifié dont l’économie était fortement dépendante de la culture de la vigne, particulièrement sensible au mauvais temps.
S’il est établi que la messe se tenait dans la chapelle lors des épisodes de mauvais temps, d’autres formes du culte qui se déroulait sont moins certaines : Aby émet ainsi l’hypothèse que les espèces eucharistiques y étaient conservées la nuit pendant les périodes de troubles et rapporte que, selon la tradition orale, le rosaire y était récité.